# B-Sides
『B-Sides』（ビーサイズ）は、CORNELIUS（小山田圭吾）が2008年に発表した、シングルB面曲やCD未収録曲などを集めた編集盤である。
現在のところ、日本国内レーベルからはリリースされておらず、海外レーベルからリリースされている。
また『B-Sides』単体ではリリースされておらず、映像作品集『SENSURROUND』とセットで『SENSURROUND+B-Sides』という形でリリースされている。
『SENSURROUND+B-Sides』はアメリカ「第51回グラミー賞」最優秀サラウンド・サウンド・アルバム賞にノミネートされた。
2曲めの「Turn Turn」はSKETCH SHOW、5曲めの「Cue」はYMOの、それぞれカバーである。

## 収録曲
1. The Star Spangled-Gayo
2. Turn Turn (with Ryuichi Sakamoto)
3. Music (Petra Haden a cappella English version)
4. Fit Song (The Books remix)
5. Cue
6. Clap and Whistle and Walking
7. Gum (Prefuse 73 remix)
8. Music (Petra Haden a capella Japanese version)
9. Kling Klang